# Scarus vetula
Scarus vetula là một loài cá biển thuộc chi Scarus trong họ Cá mó. Loài này được mô tả lần đầu tiên vào năm 1801.

## Từ nguyên
Từ định danh của loài trong tiếng Latinh có nghĩa là "lão bà", vì người Bồ Đào Nha có xu hướng đặt tên thông thường là tính nữ cho những loài cá bàng chài (và những loài cá khác lớn hơn).

## Phạm vi phân bố và môi trường sống
S. vetula có phạm vi trải dài từ bờ biển phía nam bang Florida (Hoa Kỳ) và Bermuda đến khắp vùng biển Caribe và phía nam vịnh México, bao gồm toàn bộ Antilles, giới hạn ở phía nam đến Venezuela.
Môi trường sống của S. vetula là các rạn san hô viền bờ ở độ sâu đến ít nhất là 25 m.

## Mô tả
S. vetula có chiều dài cơ thể tối đa được biết đến là 61 cm. Cá đực có màu xanh lục lam; vảy trên thân có các vạch màu hồng da cam. Trên mõm và dưới cằm có các vệt màu xanh, một vệt dưới cằm kéo dài ngược lên mắt; một sọc xanh băng ngang mắt. Một dải sọc chéo màu xanh từ gáy ngược lên vây lưng. Hai thùy đuôi có màu hồng cam. Cá cái có màu nâu sẫm với một dải trắng ở sau gốc vây ngực kéo dài đến cuống đuôi. Vây hậu môn màu trắng. Cá con xen kẽ các sọc ngang đen và trắng.
Số gai vây lưng: 9; Số tia vây ở vây lưng: 10; Số gai vây hậu môn: 3; Số tia vây ở vây hậu môn: 9; Số tia vây ở vây ngực: 14.

## Sinh thái học
Thức ăn của S. vetula chủ yếu là tảo. Cá đực có thể sống theo chế độ hậu cung, gồm nhiều con cái cùng sống trong lãnh thổ của nó. Loài này ngủ trong một cái kén được tạo từ dịch nhầy.
Là một loài lưỡng tính tiền nữ, S. vetula cái chuyển đổi giới tính thành cá đực khi chúng đạt kích thước khoảng 25 cm. Tuổi thọ tối đa được ghi nhận ở loài này là 20 năm tuổi.
S. vetula được đánh bắt để làm thực phẩm.